# Níkos Sampsón
Níkos Sampsón (en grec : Νίκος Σαμψών), né le 16 décembre 1935 à Famagouste et mort le 10 mai 2001 à Nicosie, est un journaliste puis activiste politique chypriote.

## Biographie
De son vrai nom Nikólaos Sampsón Georgiádis (en grec : Νικόλαος Σαμψών Γεωργιάδης), il commence sa carrière de journaliste au Times of Cyprus. Il est membre de l’EOKA, où il prend son nom de guerre.
En 1970, il devient membre du Parlement chypriote. Il participe au coup d'État contre le président Makários ce qui lui permet de devenir président de la république de Chypre pendant neuf jours entre le 15 et le 23 juillet 1974. Pour cela il est condamné en 1976 à 20 ans de prison. Il obtient une autorisation de sortie pour traiter son cancer en France. À sa sortie, il retravaille dans le journalisme.
Il meurt le 10 mai 2001, à Nicosie.